# Simon Standage
Simon Standage (né le 8 novembre 1941 à High Wycombe, Buckinghamshire) est un violoniste et chef d'orchestre britannique, spécialiste réputé de la musique baroque et classique interprétée sur instruments anciens.

## Biographie
Standage reçoit ses premières leçons de violon dès l'âge de sept ans. Après ses études scolaires, il étudie le violon au King's College de l'Université de Cambridge (1962-1967) et, de 1967 à 1969, auprès du célèbre pédagogue Ivan Galamian à New York.
Après quelques engagements auprès d'orchestres et des prestations en soliste, il est appelé en 1972 par Trevor Pinnock comme premier violon de l'ensemble baroque The English Concert que celui-ci vient de fonder. Entretemps, il assure également la codirection de l'Academy of Ancient Music.
En 1990, il fonde son propre ensemble Collegium Musicum 90 qui se consacre à la musique ancienne. Il enregistre, à sa tête, plus de 50 CD, dont l'intégrale des concertos pour violon et orchestre de Jean-Marie Leclair.  Plusieurs de ses enregistrements ont été primés.
Depuis 1983, Standage est professeur de violon baroque à la Royal Academy of Music de Londres, et il enseigne cet instrument et la direction d'orchestre à l'Akademie für Alte Musik Oberlausitz à Görlitz depuis 1993.

## Discographie sélective
- Jean-Marie Leclair : 12 Concertos pour violon et orchestre Opus 7, No 1, 2, (3, flûte), 4, 5, 6, Opus 10, No 1, 2, 3, 4, 5, 6, Simon Standage, violon et direction, Rachel Brown, flûte, Collegium Musicum 90 - 3 CD Chandos 1994.